# Liste des maires de Roissy-en-France
Liste des maires de Roissy-en-France

## Liste des maires
| Période                                  | Période   | Identité       | Étiquette         | Qualité |
| ---------------------------------------- | --------- | -------------- | ----------------- | --- |
| Les données manquantes sont à compléter. |           |                |                   | |
| 1789                                     | 1790      | M. De Caraman  |                   | |
| 1790                                     | 1791      | M. Ducrocq     |                   | |
| 1791                                     | 1792      | M. Chalot      |                   | |
| 1792                                     | 1795      | M. Gueret      |                   | |
| 1795                                     | 1800      | M. Robquin     |                   | |
| 1800                                     | 1808      | M. Ducrocq     |                   | |
| 1808                                     | 1816      | M. Bucquet     |                   | |
| 1816                                     | 1819      | M. Barrat      |                   | |
| 1819                                     | 1831      | M. Poiret      |                   | |
| 1831                                     | 1837      | M. Tetard      |                   | |
| 1837                                     | 1848      | M. Ducrocq     |                   | |
| 1848                                     | 1860      | M. Flan        |                   | |
| 1860                                     | 1871      | M. Boisseau    |                   | |
| 1871                                     | 1876      | M. Cabuzet     |                   | |
| 1876                                     | 1888      | M. Robinet     |                   | |
| 1888                                     | 1908      | M. Boisseau    |                   | |
| 1908                                     | 1912      | M. Mailly      |                   | |
| 1912                                     | 1919      | M. Beuzelin    |                   | |
| 1919                                     | 1921      | M. Carbonnaux  |                   | |
| 1921                                     | 1926      | M. Frotie      |                   | |
| 1926                                     | 1935      | M. Boisseau    |                   | |
| 1935                                     | 1936      | M. Frotie      |                   | |
| 1936                                     | 1945      | M. Boisseau    |                   | |
| 1945                                     | 1953      | M. Brulé       |                   | |
| 1953                                     | 1956      | M. Thorigny    |                   | |
| 1956                                     | 1965      | M. Mallèvre    |                   | |
| mars 1965                                | mars 1977 | Raymond Oisée  | PSU               | Professeur de collège |
| mars 1977                                | mai 2020  | André Toulouse | DVD puis UMP → LR | Ancien chef d'entreprise Président de la CA Roissy Porte de France (1994 → 2001) |
| mai 2020                                 | août 2022 | Michel Thomas  | SE                | Chef d'entreprise retraité Vice-président de la CA Roissy Pays de France (2020 → 2022) Ancien magistrat au tribunal de commerce de Pontoise Ancien président du club de handball de Roissy Décédé en fonction |

## Compléments